# Papp Lajos (sportlövő)
Papp Lajos (Debrecen, 1944. április 8. – Budapest, 1993. október 31.) világbajnok és olimpiai bronzérmes magyar sportlövő, edző.

## Pályafutása
Az 1972-es müncheni olimpián nagyöbű szabadpuska összetett számban szerzett bronzérmet. Az 1970-es phoenixi világbajnokságon ugyanebben a számban világbajnok lett. Papp Lajos 1993. október 31-én hunyt el.